# Viktor Nikiforov
Viktor Nikiforov, född 4 december 1931 i Moskva, död 4 mars 1989 i Moskva, var en sovjetisk ishockeyspelare. Nikiforov blev olympisk guldmedaljör i ishockey vid vinterspelen 1956 i Cortina d'Ampezzo.